# Гръцка злоба
„Гръцка злоба“ е български седмичен вестник, излизал в 1903 година.
Редактор и стопанин е К. Димитров. Печата се в печатница „Просвещение“ на И. С. Наумов.
Вестникът дава информация за антибългарските гръцки изстъпления в Солун в 1903 година.